# Kavrajszkij II. vetülete
Kavrajszkij II. vetületét egy szovjet térképész - Vlagyimir V. Kavrajszkij - alkotta meg 1934-ben. Ezen vetülete egy elipszisíves képzetes hengervetület (hasonlóan Kavrajszkij VII. vetületéhez). Fontos tulajdonságai közé tartozik még, hogy általános torzulású, pólusvonalas, a kezdőmeridiánja hossztartó, parallelkörei ekvidisztánsak. Általában az orosz világtérképek egyik legkedveltebb vetülete ez.

## Egyenletei
{\displaystyle {\begin{aligned}x&={\frac {{\sqrt {3}}*arc\lambda }{2}}*{\sqrt {1-({\frac {\sqrt {3}}{\pi }}*arc\varphi )^{2}}}={\frac {{\sqrt {3}}*arc\lambda }{2}}*cos\chi ,\\y&=arc\varphi ={\frac {\pi }{\sqrt {3}}}*sin\chi ,\end{aligned}}}
ahol a χ segédváltozót a 
{\displaystyle {\begin{aligned}sin\chi ={\frac {\sqrt {3}}{\pi }}*arc\varphi \end{aligned}}}
egyenlet szolgáltatja.
Ha a 120°-os meridián mentén a χ-t használó vetületi egyenletek segítségével képezzük az x2 + y2 mennyiséget, akkor egy kör egyenletét kapjuk, vagyis a ± 120°-os meridiánt egy-egy körív alkotja. A parallelkörök ekvidisztanciája miatt a meridiánok merőleges affinitással egymásból előállíthatók, tehát a meridiánívek a 120°-os meridián affin képei, vagyis ellipszisívek.